# دارين ليمان
دارين ليمان (5 فبراير 1970 في أستراليا - ) (بالإنجليزية: Darren Lehmann)‏ هو لاعب كريكت أسترالي. شارك في دورة ألعاب الكومنولث 1998. وشارك مع منتخب أستراليا الوطني للكريكت. أما مع فريق رياضي، فقد لعب مع فريق فكتوريا للكريكت وراجستان رويالز وفريق جنوب أستراليا للكريكت ‏ ونادي مقاطعة يوركشاير للكريكت ‏.

## وصلات خارجية
- دارين ليمان على موقع إي آس بي آن كريك إنفو (الإنجليزية)
- دارين ليمان على موقع اتحاد ألعاب الكومنولث (مؤرشف) (الإنجليزية)